# Stoitzendorf (Herrschaft)
Die Herrschaft Stoitzendorf war eine Grundherrschaft im Viertel unter dem Manhartsberg im Erzherzogtum Österreich unter der Enns, dem heutigen Niederösterreich.

## Ausdehnung
Die Herrschaft umfasste zuletzt die Ortsobrigkeit über Stoitzendorf und Kleinreinprechtsdorf. Der Sitz der Verwaltung befand sich im Schloss Stoitzendorf, eigentlich ein Pfarr- und Gutshof.

## Geschichte
Als letzter Inhaber der Stiftsherrschaft fungierte Wilhelm Ludwig Sedlaczek in seiner Funktion als Propst des Stifts Klosterneuburg. Mit den Reformen 1848/1849 wurde die Herrschaft aufgelöst.